# Rodzimowierstwo słowiańskie na Ukrainie
Rodzimowierstwo słowiańskie na Ukrainie – społeczność słowiańskich rodzimowierców na terenie Ukrainy.

## Demografia
W 2005 roku Adrian Ivakhiv oszacował liczebność rodzimowierców słowiańskich na Ukrainie pomiędzy 5000 a 10 000 osób, zwracając przy tym uwagę na dynamiczny wzrost tej liczby od lat 90. XX wieku. Zdaniem innych socjologów, w tych samych latach liczba ta wyniosła ponad 90 tysięcy (0,2% całej populacji Ukrainy).
Ivakhiv zauważył też, że średnia wieku rodzimowierców na Ukrainie jest wyższa niż średnia wieku pogan na Zachodzie, oraz że główny trzon wyznania stanowią „zorientowani narodowo etniczni Ukraińcy o wyższym niż przeciętne poziomie wykształcenia”. Zaobserwował on związki pomiędzy wspólnotami rodzimowierczymi a innymi sektorami społeczeństwa ukraińskiego, takimi jak folk i grupy odtwarzające muzykę tradycyjną, stowarzyszenia kozackie, grupy tradycyjnych sztuk walki oraz nacjonalistyczne i skrajnie nacjonalistyczne organizacje. Wg Ivakhiva rodzimowierstwo na Ukrainie wydaje się „relatywnie małą niszą w ukraińskiej kulturze religijnej” oraz spotyka się z różnym odbiorem. Istniejące ukraińskie grupy prawosławne i rzymskokatolickie spoglądają na rodzimowierstwo słowiańskie z niepokojem i wrogością, podczas gdy warstwy wykształcone i inteligencja skłaniają się raczej do postrzegania go jako marginalną część ruchu skrajnych konserwatystów o zabarwieniu antysemickim i ksenofobicznym.
Ruch rodzimowierczy posiada również swoją reprezentację w diasporze ukraińskiej; przykładem jest organizacja Ognisko Rodowe Rodzimej Prawosławnej Wiary, która powołała oddziały w Mołdawii i Niemczech. Na Ukrainie, podobnie jak w Rosji, rodzimowierstwo cieszy się dużą popularnością wśród Kozaków; badacze Pilkington i Popov powołują się na wypowiedź rosyjskiego Kozaka, zdaniem którego na Ukrainie łatwiej spotkać Kozaka-rodzimowiercę niż Kozaka-chrześcijanina.

## Ukraińscy i rosyjscy rodzimowiercy w czasie wojny w Donbasie
Rodzimowierstwo słowiańskie odegrało istotną rolę w trakcie konfliktu na wschodzie Ukrainy, włączając w to wielu rodzimowierców tworzących lub przystępujących do jednostek militarnych. Niektórzy z nich – na przykład ci z Batalionu Swarożyc – walczyli w interesie Rosji, podczas gdy inni – jak ci z Batalionu „Azow” – stali po stronie Ukrainy . Wojna wywołała różnorodne reakcje wśród rodzimowierców słowiańskich na Ukrainie; ci należący do organizacji rodzimowierczych pokroju Rodowego Ognyszcza Ridnoj Prawosławnoj Wiry patrzyli na Rosjan i Rosjanki oraz Ukraińców i Ukrainki jako braci i siostry, a także wierzyli, że konflikt był wywołany przez działalność Stanów Zjednoczonych, podczas gdy wierni z innych grup widzieli Rosję jako na agresora.
Rosyjscy rodzimowierczy organizowali się zbrojnie w Donbasie, włączając w to formacje jak Swarog, Warjag czy Rusicz, a także rodzimowierców służących w Rosyjskiej Armii Prawosławnej. Obserwatorzy zwracają uwagę, że rosyjscy rodzimowiercy prowadzą w regionie działalność prozelityczną, ze wsparciem ze strony Rosji, posługując się mianem „prawosławia” i głosząc koncepcję nowego „Rosyjskiego Świata”, a ich wierzenia przeniknęły nawet przez Cerkiew prawosławną.

## Organizacje rodzimowiercze na Ukrainie
Od 2016 roku rząd Ukrainy oficjalnie uznaje istnienie jedynie czterech organizacji słowianowierczych spośród dziesiątek istniejących. Organizacjami tymi, które wraz z oficjalną rejestracją otrzymały status związku wyznaniowego, są:
- Rodowe Ognyszcze Ridnoj Prawosławnoj Wiry (ukr. Родове Вогнище Рідної Православної Віри)
- Cerkwa Ukrajinskych Jazycznykiw (ukr. Церква Українських Язичників)
- Zjednoczenie Rodzimowierców Ukrainy (ukr. Об’єднання Рідновірів України)